# (35330) 1997 EN35
1997 EN35 (asteroide 35330) é um asteroide da cintura principal. Possui uma excentricidade de 0.18331370 e uma inclinação de 2.59557º.
Este asteroide foi descoberto no dia 4 de março de 1997 por LINEAR em Socorro.